# Фридберг (Хесен)
Фридберг (њем. Friedberg) општина је у њемачкој савезној држави Хесен. Једно је од 25 општинских средишта округа Ветерау. Према процјени из 2010. у општини је живјело 27.880 становника. Посједује регионалну шифру (AGS) 6440008.

## Географски и демографски подаци
Фридберг се налази у савезној држави Хесен у округу Ветерау. Општина се налази на надморској висини од 140 метара. Површина општине износи 50,2 km². У самом мјесту је, према процјени из 2010. године, живјело 27.880 становника. Просјечна густина становништва износи 556 становника/km².

## Међународна сарадња
| Мјесто  | Држава               | Врста сарадње | Од    |
| ------- | -------------------- | ------------- | ----- |
| Голвеј  | Ирска                | контакт       | 1985. |
|         | Уједињено Краљевство | партнерство   | 1965. |
|         | Француска            | партнерство   | 1965. |
| Укмерге | Литванија            | пријатељство  | 1991. |
| Брунтал | Чешка                | партнерство   | 1994. |
| Хај Пик | Уједињено Краљевство | партнерство   | 1968. |
| Извор   |                      |               |       |